# Rozstání (Svitavyi járás)
Rozstání település Csehországban, a Svitavyi járásban. Rozstání Radkov, Gruna, Městečko Trnávka, Malíkov, Moravská Třebová és Linhartice településekkel határos. Lakosainak száma 251 fő (2024. január 1.).

## Népesség
A település lakosságának változását az alábbi diagram mutatja:
| Lakosok száma | 577  | 524  | 519  | 359  | 228  | 226  | 234  | 240  | 239  | 251  |
|               | 1869 | 1890 | 1921 | 1950 | 1980 | 2001 | 2017 | 2019 | 2022 | 2024 |